# 合肥軌道交通
合肥軌道交通（ごうひきどうこうつう、中文表記: 合肥轨道交通、英文表記: Hefei Metro）は、中華人民共和国安徽省合肥市において運営されている地下鉄である。1号線は2016年12月26日に正式に開通した。安徽省では初、長江デルタ地域では第7番目に開業した地下鉄である。

## 概要
現在6路線が営業中である。

## 歴史
- 2009年6月27日：「合肥城市軌道交通有限公司」の設立式を開催。
- 2009年8月7日：1号線の錦繍大道駅 - 雲谷路駅間が試験的に着工。
- 2009年12月12日：1号線の秋浦河路駅が正式に着工。
- 2012年6月1日：1号線の建設工事が正式に開始される。
- 2013年2月19日：2号線の第1回工事が開始される。
- 2013年6月17日：2号線の第2回工事が開始される。
- 2013年10月17日：2号線の第3回工事（西段工事）が開始される。
- 2014年3月13日：3号線の西七里塘駅を正式に着工する。
- 2014年6月22日：2号線の第4回工事（東段工事）が開始される。
- 2014年12月31日：3号線の第1回工事が開始される。
- 2015年12月2日：3号線の第2回工事が開始される。
- 2016年2月27日：3号線の第3回工事が開始される。
- 2016年3月18日：3号線の第4回工事が開始される。
- 2016年8月1日：1号線の試運転が開始される。
- 2016年12月26日：1号線開業[1]。
- 2017年12月26日：2号線開業[2]。
- 2019年12月26日：3号線開業[3]。
- 2020年12月26日：5号線南区間（望湖城駅ー貴陽路駅）開業。
- 2021年12月26日：4号線開業。
- 2022年12月26日：５号線北区間（汲橋路駅ー望湖城駅）開業。
- 2023年07月01日：1号線三期目（張窪 - 合肥火車駅）開業。[4]

## 営業中の路線
| 色 | 路線名 | 営業区間                | 駅数 | 営業キロ | 開通日                                            | 編成両数 | 車両製造所   |
| -- | ------ | ----------------------- | ---- | -------- | ------------------------------------------------- | -------- | ------------ |
|    | 1号線  | 張窪- 九聯圩            | 26駅 | 29.12km  | 2016年12月26日 2023年07月01日（三期目）           | 6両      | 中車南京浦鎮 |
|    | 2号線  | 撮鎮 - 南崗             | 35駅 | 42.76km  | 2017年12月26日                                    | 6両      | 中車南京浦鎮 |
|    | 3号線  | 相城路 - 省児童医院新区 | 40駅 | 48.5km   | 2019年12月26日                                    | 6両      | 中車南京浦鎮 |
|    | 4号線  | 青龍崗 - 綜保区         | 38駅 | 55.34km  | 2021年12月26日                                    | 6両      | 中車南京浦鎮 |
|    | 5号線  | 汲橋路 - 貴陽路         | 33駅 | 40.7km   | 2020年12月26日（南区間） 2022年12月26日（北区間） | 6両      | 中車南京浦鎮 |
|    | 8号線  | 合肥北城駅 - 一里井     | 12駅 | 23km     | 2024年12月26日                                    |          | 中車南京浦鎮 |

## 事業中の路線
| 色 | 路線名 | 工事名 | 工事区間              | 駅数 | キロ程 | 着工           | 開通予定       | 可決文書 |
| -- | ------ | ------ | --------------------- | ---- | ------ | -------------- | -------------- | -------- |
|    | 3号線  |        | 省児童医院新区 - 館駅 | 1駅  | ?km    | ?              | ?              |          |
|    | 6号線  | 一期目 | 北雁湖 - 龍塘         | 17駅 | 35.2km | 2020年10月31日 | 2025年10月31日 |          |
|    | 7号線  | 一期目 | 松林路 - 巢湖南路     | 17駅 | 21km   | 2020年11月30日 | 2024年12月26日 |          |
|    | 8号線  | 二期目 | 一里井 - 拉薩路       | 12駅 | 23km   | 2020年11月30日 | 2024年12月26日 |          |
|    | S1号線 | 本線   | 蜀山産業園 - 五里墩   | 14駅 | 47.5km | 2021年10月     | 2025年12月26日 |          |

## 計画中の路線
| 色 | 路線名 | 工事名 | 区間 | キロ程 | 進捗状況 | 可決文書 |
| -- | ------ | ------ | ---- | ------ | -------- | -------- |
|    | 7号線  | 二期目 |      |        |          |          |
|    | 9号線  | 本線   |      |        |          |          |
|    | 10号線 | 本線   |      |        |          |          |
|    | 11号線 | 本線   |      |        |          |          |
|    | 12号線 | 本線   |      |        |          |          |
|    | 13号線 | 本線   |      |        |          |          |
|    | 14号線 | 本線   |      |        |          |          |
|    | 15号線 | 本線   |      |        |          |          |
|    | S2号線 | 本線   |      |        |          |          |
|    | S3号線 | 本線   |      |        |          |          |
|    | S4号線 | 本線   |      |        |          |          |
|    | S5号線 | 本線   |      |        |          |          |
|    | S6号線 | 本線   |      |        |          |          |